# 布菲涅勒
布菲涅勒（法語：Bouffignereux，法語發音：[bufiɲʁø]）是法国上法蘭西大區埃纳省的一个市镇，属于拉昂区。

## 地理
布菲涅勒（49°22'25"N, 3°50'43"E）面积4.36 平方千米，位于法国上法蘭西大區埃纳省，该省份为法国北部内陆省份，北起北部省，西接索姆省和瓦兹省，东临阿登省和马恩省，西南至塞纳-马恩省，东北部与比利时接壤。
与布菲涅勒接壤的市镇（或旧市镇、城区）包括：居扬库尔、鲁西、布旺库尔、科尔米西。

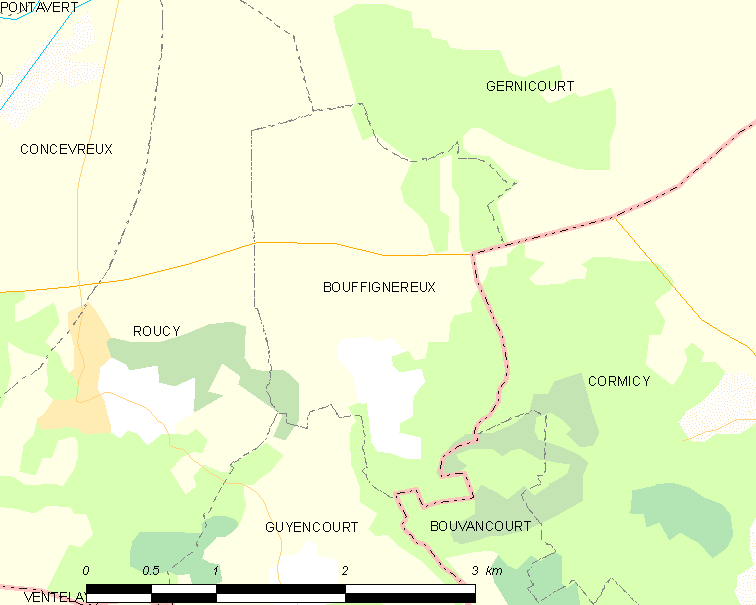
布菲涅勒的OSM定位图

布菲涅勒的时区为UTC+01:00、UTC+02:00（夏令时）。

## 行政
布菲涅勒的邮政编码为02160，INSEE市镇编码为02104。

## 政治
布菲涅勒所属的省级选区为埃纳河畔新城县。

## 人口

1962-2008年间布菲涅勒人口变化图示

布菲涅勒于2022年1月1日时的人口数量为95人。